# Jardin d'Abbas Abad
 (novembre 2023).
Si vous disposez d'ouvrages ou d'articles de référence ou si vous connaissez des sites web de qualité traitant du thème abordé ici, merci de compléter l'article en donnant les références utiles à sa vérifiabilité et en les liant à la section « Notes et références ».
Le jardin d'Abbas Abad (en persan: Bāgh-e Abbas Abad باغ عباس اباد) est un jardin persan situé près du village d'Altappeh, à quelques kilomètres au sud-est de la ville de Behshahr, dans la province du Mazandéran, au nord de l'Iran. 
Construit vers 1613, sous le règne du roi de Perse Shah Abbas Ier, il réunit des éléments architecturaux de la période safavide. Décrit comme un magnifique exemple de l'art persan des jardins, avec ses nombreux bassins, fontaines et cours d'eau, ses arbres, il compte alors parmi les jardins les plus beaux et importants de Perse. Il est un des lieux de résidence favoris des souverains safavides lors de leur séjour dans le Mazandéran. 
Son abandon, à la fin du XVIIe siècle, puis les destructions des siècles suivants expliquent qu'il tombe en ruine. Ces restes, redécouverts et protégés à partir de 1967, sont l'objet de plusieurs campagnes de fouilles, visant à mieux en connaître l'organisation. Il est inscrit depuis 2011 sur la liste du patrimoine mondial.

## Historique

### Fondation et développement
Entre 1611 et 1612, le roi de Perse, Shah Abbas Ier fonde, dans le Mazandéran, la ville d'Ashrafolbalad, du nom de sa mère, Ashraf. Plutôt que d'une fondation, il s'agit sans doute d'une refondation. Il dote la nouvelle ville de plusieurs édifices : des maisons, un bazar, des bains publics. C'est d'ailleurs dans cette ville que Shah Abbas Ier rencontre Pietro Della Valle, un Romain venu proposer une alliance entre les Cosaques et la Perse contre l'empire ottoman. En 1613, si l'on en croit l’Alam-ara-ye Abbasi de l'historien Iskandar Beyg Munshi, un palais et un jardin sont construits sur les pentes verdoyantes de la montagne Jahanmoura, au sud de la ville. La région devient un des lieux de résidence préféré de Shah Abbas Ier, qui y passe d'ailleurs la fête de Norouz en 1627. L'année suivante, le jardin reçoit la visite de l'ambassadeur d'Angleterre, Thomas Herbert, qui le décrit comme « une résidence d'été unique [...] par ses peintures, ses bains, ses jeux d'eau et son terrain de chasse ». 
Le palais et le jardin sont encore fréquentés par les rois suivants, en particulier Shah Safi et Shah Abbas II. L'historiographe de ce roi, Mohammad Taher Vahid Qazvini, rapporte d'ailleurs dans son Abbas Nameh les fêtes organisées pour le Norouz en 1653 : « le jardin d'Abbas Abad, semblable au paradis, domine la mer par-delà Ashraf, ainsi qu'un lac avec des fleurs magnifiques, et il est supérieur aux autres jardins d'Ashraf [...]. Sa Majesté ordonna que le lac du jardin d'Abbas Abad, qui est comme une part du Paradis, ou un jardin parmi les jardins du Paradis, soit illuminé. Peu après, les serviteurs dressèrent des cadres en bois de forme circulaire. Alors, sa majesté entra dans le bâtiment au centre du lac avec son entourage, et ordonna qu'on allume les torches. Le vin rouge embrasa les cœurs de l'assemblée. La lumière des torches faisait penser aux étoiles dans le ciel, et leur scintillement dans l'eau reflétait le cours des planètes. »

### Déclin et oubli
Après les règnes de Shah Süleyman Ier et de Shah Sultan Hussein, le palais et le jardin d'Abbas Abad, ainsi que la région d'Ashraf, sont progressivement abandonnées et tombent dans l'oubli. En effet, les difficultés que rencontre le pouvoir safavide à la fin du XVIIe siècle et au début du XVIIIe siècle poussent les souverains à rester à la cour d'Ispahan et à renoncer aux voyages.
En 1698, sous le règne de Shah Sultan Hussein, le Mazandéran est la proie d'une révolte des Turkmènes de la région de Gorgan : le Manzadéran, jusqu'aux villes d'Ashraf et de Sari, est mis à sac. Au XVIIIe siècle, les guerres civiles, en particulier au début du règne de Nader Shah, et sous celui des Zands, accélèrent le déclin d'Ashraf et d'Abbas Abad. Le site retourne à la vie sauvage et tombe complètement dans l'oubli. Dans son journal de voyage, au début du XIXe siècle, le souverain qajar Nasseredin Shah mentionne le site d'Abbas Abad : « Il y a un lac, quelques bâtiments, ainsi qu'un barrage [...]. Là, nous trouvâmes un vieux mur de pierre au milieu de la jungle. Il y avait une petite île [...]. Il ne reste plus que des ruines ». En 1924, le consul britannique à Rasht, Hyacinthe Louis Rabino di Borgomale, qui passe par Ashraf et la route d'Alteppeh, ne mentionne même pas le palais ni son jardin.

### Redécouverte et fouilles
En 1967, le site devient la propriété de l’État iranien et bénéficie de la protection nationale, à la suite de son inscription sur la liste des monuments historiques. En 1977, les premières recherches sont menées sur le bâtiment au centre du bassin du jardin d'Abbas Abad, sous la direction de l'archéologue Aliakbar Sarfaraz. Après la révolution islamique de 1979, les fouilles se poursuivent autour du hammam, à l'ouest du jardin, sous la direction de Mohammad Jaafar Nikkhah. Le site est alors confié à l'Organisation de l'héritage culturel d'Iran (ICHO). Entre 2003 et 2007, sous la direction d'Abdolvahab Moosavi Nasab, des fouilles de plus grande importance s'attachent à examiner les réseaux de conduction d'eau et les différents bâtiments. Les travaux sont menés conjointement par l'Organisme de surveillance du Jardin d'Abbas Abad et l'université islamique Azad de la préfecture du Savadkouh, dans le Mazandéran. 
Aujourd'hui, le principal danger couru par les restes du jardin d'Abbas Abad reste la végétation et l'humidité de la région, qui causent détériorations et même destructions.

## Description
Le jardin d'Abbas Abad se trouve à six kilomètres au sud-est de la ville d'Ashrafolbalad, au-dessus du village d'Al-Tappeh. 
Le jardin d'Abbas Abad surprend par son plan original, relativement différent des autres jardins persans construits à la même période. En effet, son architecture a dû s'adapter au relief de la montagne Jahanmoura, qui fait partie de la chaîne de l'Alborz. Influencée par le milieu montagnard, la température d'Abbas Abad y est inférieure de 5 degrés à celle de Behshahr, près de la mer Caspienne. D'habitude, le manque d'eau était une difficulté importante de l'aménagement du jardin, ce qui n'est pas le cas ici, car la région du Mazandéran reçoit des pluies plus régulières et est une des plus humides d'Iran. 
Le jardin consiste en un complexe constitué d'un jardin, d'un barrage, de deux tours et d'un chahar bagh, un moulin à eau, un palais, des allées pavées et des jeux d'eau.

### Chahar bagh
Le chahar bagh d'Abbas Abad fait 3200 m², à 600 mètres au sud du jardin central. Durant le règne des Safavides, la pente de la montagne fut aménagée afin d'obtenir une surface plane de 46 mètres sur 72. 

### Canalisations
De nombreuses sources prennent leur naissance dans la montagne, en particulier les sources Sarcheshmeh et Qaricheshmeh. La source Sarcheshmeh alimente le réservoir d'eau d'Abbas Abad, ainsi que les réserves d'eau potable. Elle alimente également les champs de la région par irrigation. À l'époque safavide, l'eau du Sarcheshmeh était amenée jusque dans le jardin par des canaux et des canalisations en terre (tanbusheh). À 70 mètres du jardin, un bassin retient l'eau. Elle était ensuite conduite jusqu'au complexe par canalisation, mais aussi sous forme de cascades. 
Des canalisations de terre cuite, protégées par des murs de brique, allaient du chahar bagh jusqu'au jardin central. L'eau était en partie amenée jusqu'au bassin central, où elle formait une fontaine à jet. Le reste de l'eau alimentait des bassins latéraux, connectés par canalisations au bassin central. Le bassin oriental permettait d'irriguer les parterres de fleurs de ce côté du jardin, celui de l'ouest irriguait les parterres à l'ouest, ainsi que le hammam. 
Au nord, un bâtiment de deux étages dominait le jardin, mais aussi le barrage plus bas. On pense même qu'il était possible de voir jusqu'à la péninsule de Miankaleh et le golfe de Gorgan, sur la mer Caspienne. L'eau était amenée jusqu'à un canal de pierre et descendait par une suite de quatre bassins. De la même manière, au sud, l'eau descendait en cascade par une série de bassins jusqu'au réservoir du barrage. 
Deux tours rondes sont construites, à 186 mètres du jardin, et à 156 mètres l'une de l'autre. Elles sont bâties en briques liées par du mortier (saroudj). Elles ont un diamètre de 7 mètres et s'élèvent à 14 et 10 mètres de haut chacune. Un escalier en colimaçon permet d'accéder au sommet des deux tours. Au sommet, de petits bassins étaient alimentés par des canalisations en terre recouvertes de céramique. Elles sont construites sur l'axe qui amenait l'eau depuis le réservoir supérieur, Gol Bagh, jusqu'au jardin central. Elles pouvaient servir de valve de sécurité ou de siphon, en cas d'afflux trop important de l'eau, et réguler la pression de l'eau dans les canalisations de terre. Ces deux tours n'avaient d'ailleurs pas de fonction d'observation, dans la mesure où la végétation environnante l'aurait empêché.

### Hammam
Le bâtiment des bains occupait une surface de 160 m². Il se trouvait à 60 mètres au sud du bâtiment central, 5 mètres en contrebas. Il comprenait une salle pour se déshabiller (sarbineh), un corridor d'accès à la salle de bains (miandar), une salle de bains chauds (garmkhane) et plusieurs pièces où se trouvaient les fours, les conduits pour l'air et les cheminées.

### Réservoir ou lac d'Abbas Abad

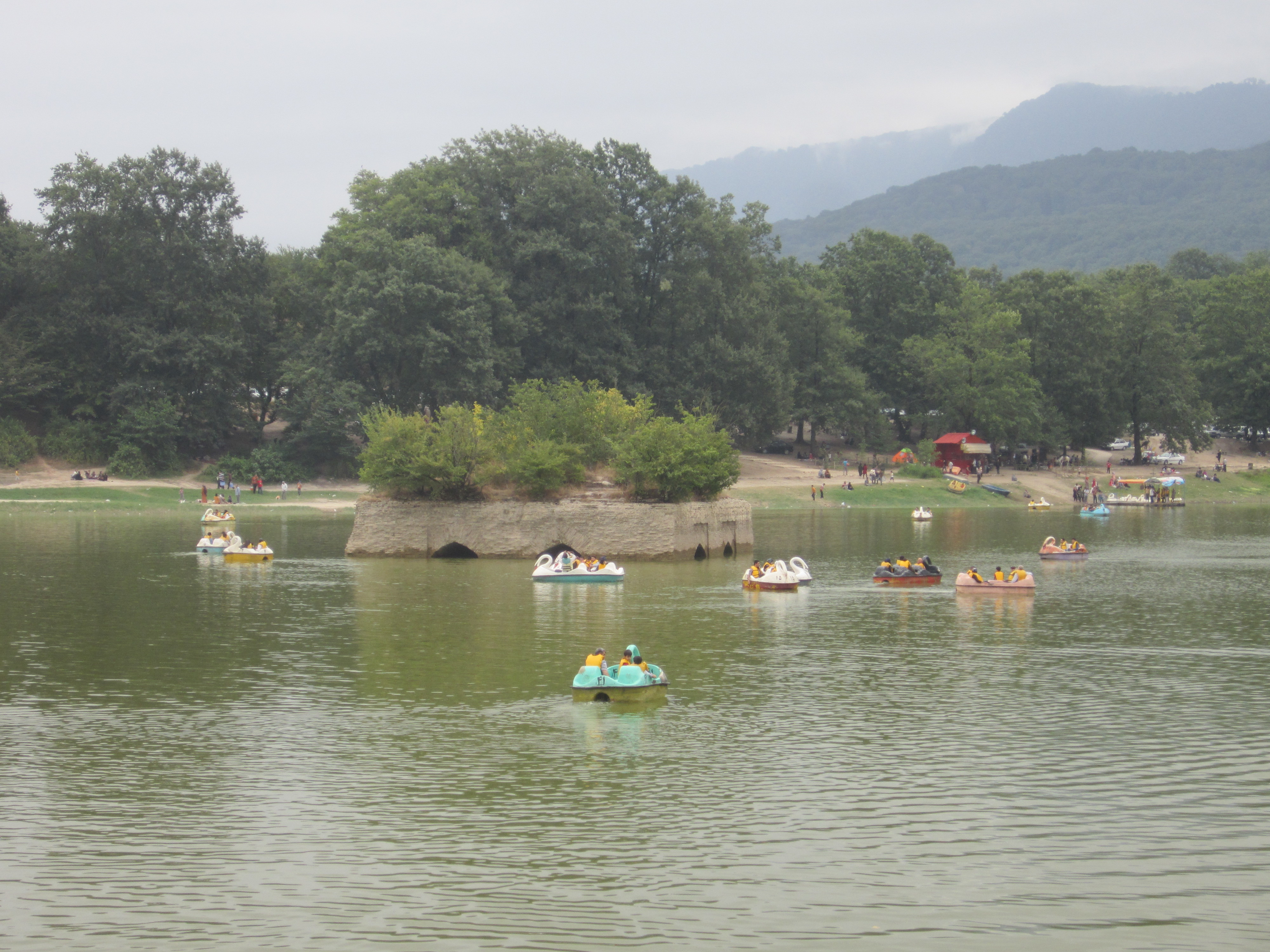
Le chahar taqi, au centre du réservoir ou « lac » du jardin d'Abbas Abad.

Le barrage d'Abbas Abad barre encore aujourd'hui la vallée. Il est construit en briques, jointes par de la chaux mélangée à du mortier (saroudj). Il fait 20 mètres de large à sa base et 7 mètres en haut, 10 mètres de long et 10 mètres de haut. Il peut contenir 600 000 mètres cubes d'eau. Il alimente par ailleurs les villages voisins de Shah-kileh, Al-Tappeh et Saro pour l'irrigation. 
Au milieu du réservoir se trouve une structure de briques en forme de chahar taqi. Reposant sur huit piliers latéraux et un pilier central, la structure de briques est entourée d'eau, donnant l'impression d'une île. À son sommet se trouvait un bâtiment de bois avec un toit couvert de céramiques. On y accédait, au nord, par un pont de bois dont seuls les piliers subsistent sous les eaux. L'eau du Sarcheshmeh était amenée par canalisation jusqu'au sommet du chahar taqi et se déversait dans le réservoir. 
Ce bâtiment avait également un rôle dans la régulation du niveau de l'eau du réservoir. En cas de trop grand afflux d'eau, celle-ci était versée dans les piliers du chahar taqi et amenée par une canalisation 200 mètres en aval du réservoir. Il avait ainsi une fonction de dérivation de l'eau, connue sous le nom de niloufar (« nénuphar » ou « lotus » en français).

## Protection
La prise de conscience de la valeur patrimoniale des jardins persans est ancienne en Iran, puisque le jardin du Chehel Sotun d'Ispahan est protégé depuis 1932. Le jardin d'Abbas Abad est inscrit comme Jardin historique sur la liste des Monuments historiques iraniens, sous le numéro 745 en 1967. 
Comme huit autres jardins persans d'Iran, le jardin d'Abbas Abad figure également sur la liste du Patrimoine mondial de l'UNESCO sous le nom de « Jardin persan », depuis 2011.

### Source
- (en) The Persian Garden, Dossier d'inscription au patrimoine mondial, 2011.